# Damon Knight Memorial Grand Master Award
Damon Knight Memorial Grand Master Award (volně přeloženo Pamětní cena Damona Knighta pro velmistra) je cena, udělovaná organizací Science Fiction and Fantasy Writers of America. Je udělována žijícím spisovatelům za celoživotní úspěchy v oblasti scifi a / nebo fantasy. Oficiálně sice nejde o součást ceny Nebula, nicméně je udělována při tomtéž ceremoniálu. Původně se jmenovala prostě Grand Master Award (Cena pro velmistra), ale v roce 2002 byla přejmenována na památku zesnulého Damona Knighta, zakladatele Science Fiction and Fantasy Writers of America.

## Soupis nositelů
- Robert A. Heinlein (1974)
- Jack Williamson (1975)
- Clifford D. Simak (1976)
- L. Sprague de Camp (1978)
- Fritz Leiber (1981)
- Andre Norton (1983)
- Arthur C. Clarke (1985)
- Isaac Asimov (1986)
- Alfred Bester (1987)
- Ray Bradbury (1988)
- Lester del Rey (1990)
- Frederik Pohl (1992)
- Damon Knight (1994)
- A. E. van Vogt (1995)
- Jack Vance (1996)
- Poul Anderson (1997)
- Hal Clement (Harry Clement Stubbs) (1998)[1][2]
- Brian W. Aldiss (1999)
- Philip José Farmer (2000)
- Ursula K. Le Guinová (2003)[3]
- Robert Silverberg (2004)
- Anne McCaffreyová (2005)
- Harlan Ellison (2006)
- James Edwin Gunn (2007)[4]
- Michael Moorcock (2008)
- Harry Harrison (2009)
- Joe Haldeman (2010)
- Connie Willis (2012)
- Gene Wolfe  (2013)
- Samuel Delany (2014)
- Larry Niven (2015)
- C. J. Cherryh (2016)
- Jane Yolen (2017)

Až do roku 1995 platilo pravidlo, že nesmí být uděleno více než šest cen za deset let. Aby se ale vyvážil fakt, že ceny nesmí být udělovány posmrtně, limit byl uvolněn na jednu cenu ročně.